# A Championship
Het A Championship was het derde niveau van het voetbal in Ierland en de hoogste competitie buiten de competities van de League of Ireland.
De competitie werd in 2008 door de Ierse voetbalbond geïntroduceerd als opstap voor clubs naar de league. De clubs moeten een licentie voor het A Championship krijgen van de bond. Ook reserveteams van leagueclubs mogen in de competitie spelen en voor hen is geen promotie mogelijk.
Er wordt gespeeld in twee regionale groepen en de twee groepswinnaar spelen om het kampioenschap. De hoogst gekwalificeerde club (geen reserveteam) speelt promotie- degradatiewedstrijden tegen de nummer laatst van de FAI First Division als de club in de top drie van de groep geëindigd is. Pas als een winnaar uit het A Championship ook een licentie van de bond krijgt voor de First Division is de promotie definitief.
In 2010 werd er voorafgaand om de competitie ook gespeeld om de A Championship Cup. In het seizoen 2011 kwalificeerden de bovenste twee van iedere poule zich voor de play-off rondes. In de finale versloeg Derry City 2 de nummer twee uit de eigen poule University College Dublin 2. 
Na het seizoen 2011 werd de competitie gestaakt. 

## Uitslagen
| Seizoen | Winnaar groep 1 | Winnaar groep 2             | Kampioen                    | P/D-wedstrijden (rang), resultaat | Cup               |
| ------- | --------------- | --------------------------- | --------------------------- | --------------------------------- | ----------------- |
| 2008    | Bohemians 2     | University College Dublin 2 | University College Dublin 2 | Mervue United (3 gr1), P          | -                 |
| 2009    | Salthill Devon  | Shamrock Rovers 2           | Shamrock Rovers 2           | Salthill Devon (1 gr1), P¹        | -                 |
| 2010    | Bohemians 2     | University College Dublin 2 | University College Dublin 2 | Cobh Ramblers (2 gr2), N          | Sporting Fingal 2 |
| 2011    | Derry City 2    | Bray Wanderers 2            | Derry City 2                | -                                 | -                 |

¹ Promotie- degradatiewedstrijden niet gespeeld door terugtrekking Kildare County.

## Deelnemers
| Team                        | Plaats         | Stadion                 | Deelname        |
| --------------------------- | -------------- | ----------------------- | --------------- |
| Bohemians 2                 | Dublin         | AUL                     | 2008-2011       |
| Bray Wanderers 2            | Wicklow        | Wayside Celtic          | 2008-2011       |
| Castlebar Celtic FC         | Castlebar      | Celtic Park (Castlebar) | 2009-2010       |
| Cobh Ramblers               | Cork           | St Colman's Park        | 2009-2011       |
| Cobh Ramblers 2             | Cork           | St Colman's Park        | 2008            |
| Cork City 2                 | Cork           | Turners Cross           | 2008-2009       |
| Derry City 2                | Derry          | Brandywell Stadium      | 2008-2009, 2011 |
| Drogheda United 2           | County Louth   | Hunky Dorys Park        | 2008-2011       |
| Dundalk 2                   | Dundalk        | Oriel Park              | 2009-2011       |
| Fanad United                | Fanad          | Tragh-a-Lough           | 2011            |
| FC Carlow                   | County Carlow  | The Valley Ballon       | 2009-2011       |
| Finn Harps 2                | County Donegal | Finn Park               | 2008-2011       |
| Galway United 2             | County Galway  | Athenry                 | 2008-2011       |
| Limerick FC 2               | Limerick       | Riverside Park          | 2008, 2010-2011 |
| Mervue United               | Galway         | Fahy's Field            | 2008            |
| St. Patrick's Athletic 2    | Dublin         | Richmond Park           | 2008-2011       |
| Salthill Devon FC           | Salthill       | Terryland Park          | 2008-2009       |
| Shamrock Rovers 2           | Dublin         | Tallaght Stadium        | 2008-2011       |
| Shelbourne 2                | Drumcondra     | Tolka Park              | 2010            |
| Sligo Rovers 2              | Sligo          | The Showgrounds         | 2008-2011       |
| Sporting Fingal 2           | Fingal         | Dalymount Park          | 2009-2010       |
| Tralee Dynamos FC           | County Kerry   | Tralee                  | 2009-2011       |
| Tullamore Town FC           | Tullamore      | Leah Victoria Park      | 2008-2010       |
| University College Dublin 2 | Dublin         | UCD Bowl                | 2008, 2010-2011 |